# Le Fantôme de l'Opéra
Pour les articles homonymes, voir Le Fantôme de l'Opéra (homonymie).
Le Fantôme de l'Opéra est un roman français « à la lisière du policier et du fantastique », écrit par Gaston Leroux et publié en 1910.

## Historique
| |  |  |
| À gauche, la 1re page du manuscrit autographe du roman. À droite, la couverture illustrée par Adolphe Cossard pour l'édition originale publiée chez Pierre Lafitte en 1910. |  |  |

Le roman paraît d'abord en feuilleton dans Le Gaulois (à partir de septembre 1909 jusqu'à janvier 1910), puis en volume chez Pierre Lafitte en mars 1910. Il paraît encore dans divers journaux, dont L'Écho d'Alger du 16 mars 1925 au 23 avril 1925.
Il s'inspire peut-être d'une histoire d'amour dans l'ancien opéra et de rumeurs qui ont couru sur de prétendus mystères provenant des dédales souterrains de l'Opéra Garnier à Paris dans la deuxième moitié du XIXe siècle, le peuple qui n'a pas accès à ce lieu réservé aux privilégiés aimant l'associer à des légendes.
Il est possible aussi que Leroux, en mettant en scène le fantôme menaçant de faire exploser la salle de spectacle, fasse allusion à des incendies. Ceux-ci sont très fréquents en raison de l'emploi des bougies et de l'inflammabilité des décors peints en toile. C'est ce qui s'est produit avec les incendies de l'opéra Le Peletier en 1873 et en 1861, ainsi qu'en 1862 où les vêtements de la danseuse Emma Livry avaient pris feu. Elle meurt des suites de ses blessures. Selon la légende, son fiancé aurait survécu, défiguré par les flammes ; incendie de l’Opéra-Comique en 1887. C'est peut-être aussi une allusion au drame du Bazar de la Charité le 4 mai 1897. Gaston Leroux a également pu s'inspirer du roman Trilby de George du Maurier.

## Résumé

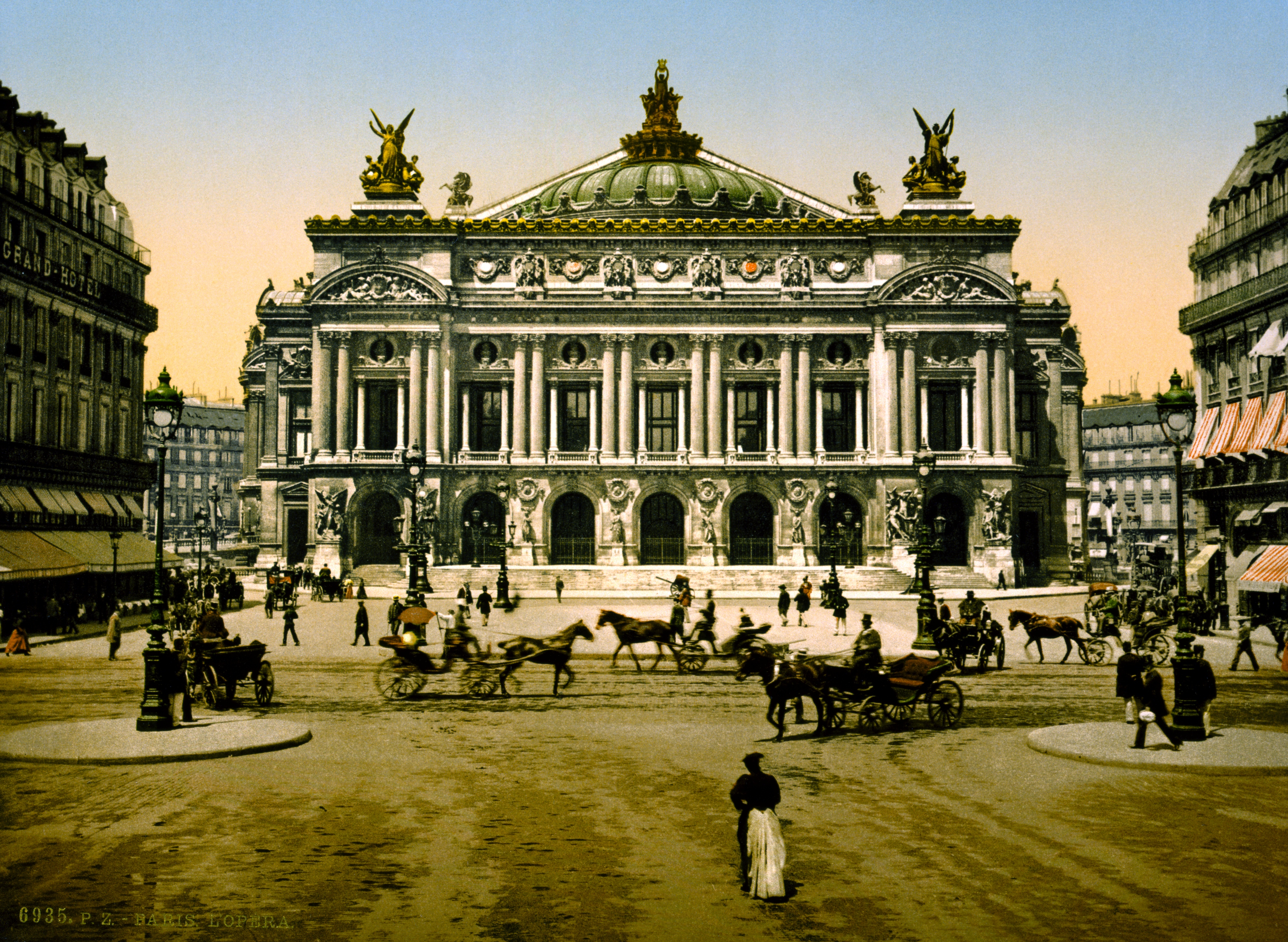
L'Opéra Garnier vers 1900.

Des événements surnaturels ont lieu à l'Opéra : le grand lustre s'effondre pendant une représentation et tue une spectatrice, un machiniste est retrouvé pendu… La direction doit se rendre à l'évidence : un fantôme ou un homme machiavélique nommé Erik hante le théâtre. Certains affirment avoir vu le visage déformé de cet être qui ne semblerait pas être humain. Peu après, les directeurs de l'Opéra se voient réclamer 20 000 francs par mois de la part d'un certain « Fantôme de l'Opéra » qui exige aussi que la loge numéro 5 lui soit réservée.
Au même moment, une jeune chanteuse orpheline nommée Christine Daaé, recueillie par la femme de son professeur de chant, est appelée à remplacer une diva malade, la Carlotta. Elle incarne une Marguerite éblouissante dans Faust de Gounod. Or, elle est effrayée. Au vicomte Raoul de Chagny, qui est secrètement amoureux d'elle, elle confesse une incroyable histoire. La nuit, une voix mélodieuse l'appelle : elle entend son nom et cela lui suffit pour inspirer son chant. En outre, l'ange de la musique visite fréquemment sa loge. Elle affirme avoir entrevu l'être qui l'accompagne dans son art. Mais Raoul et Christine ne tardent pas à découvrir que cette voix est celle du fameux fantôme nommé Erik, l'être au visage hideux, objet des rumeurs à l'Opéra. Ancien prestidigitateur, il s'est réfugié dans son royaume souterrain, sous l'Opéra, pour y composer une œuvre lyrique. Passionnément épris de la jeune Christine, il l'enlève et l'emprisonne dans son repaire des sombres profondeurs.
Raoul de Chagny, aidé d'un mystérieux Persan, se lance à la recherche de la jeune femme. Il doit alors affronter une série de pièges diaboliques conçus par le fantôme, grand maître des illusions. Mais la persévérance du jeune Raoul et le courage de Christine, prête à sacrifier sa vie pour sauver le jeune homme, dont elle aussi est éprise, poussent Erik, le fantôme de l'Opéra, au repentir.

Aquarelles d'André Castaigne illustrant la première édition américaine du roman (1911)
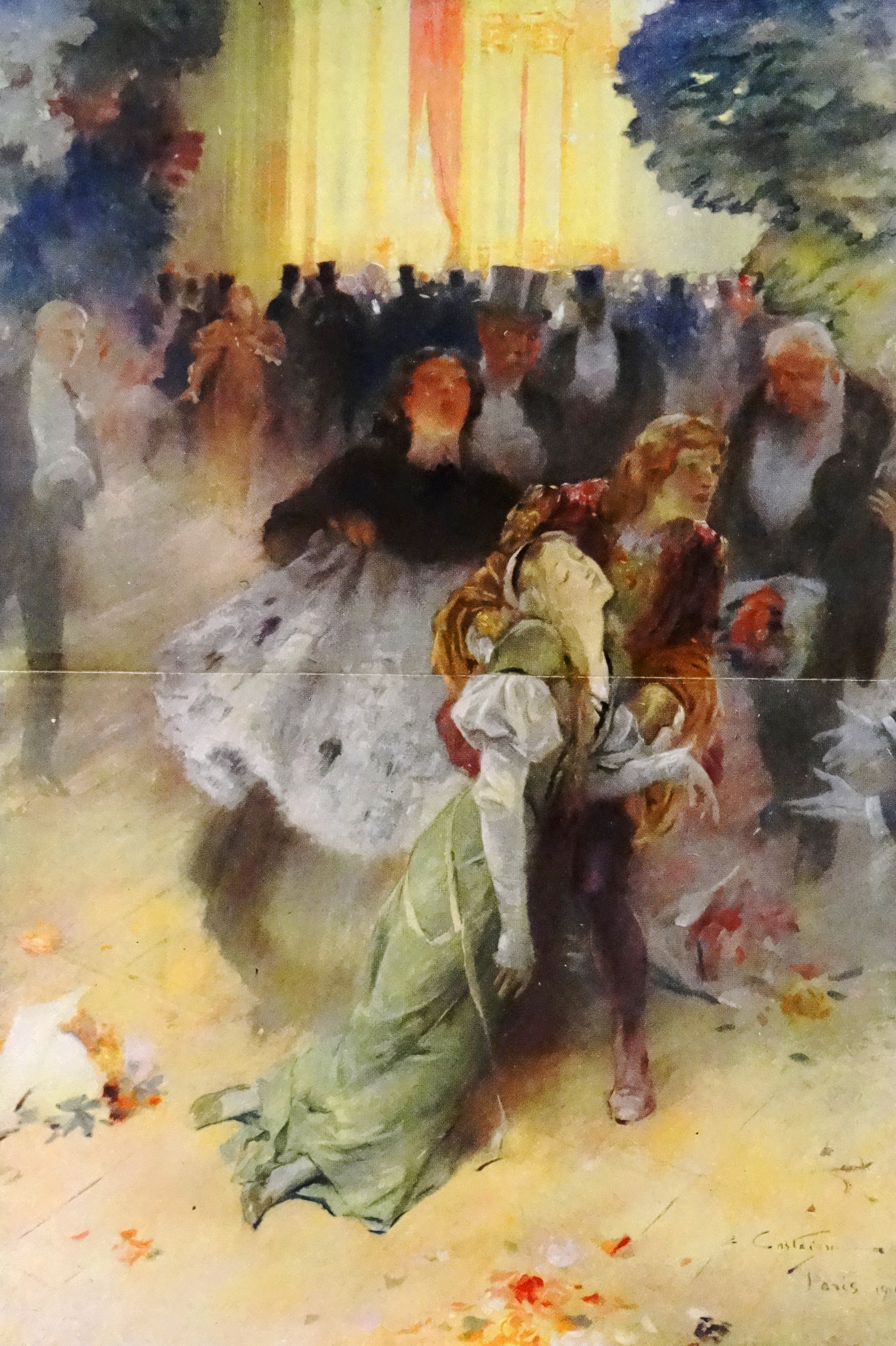
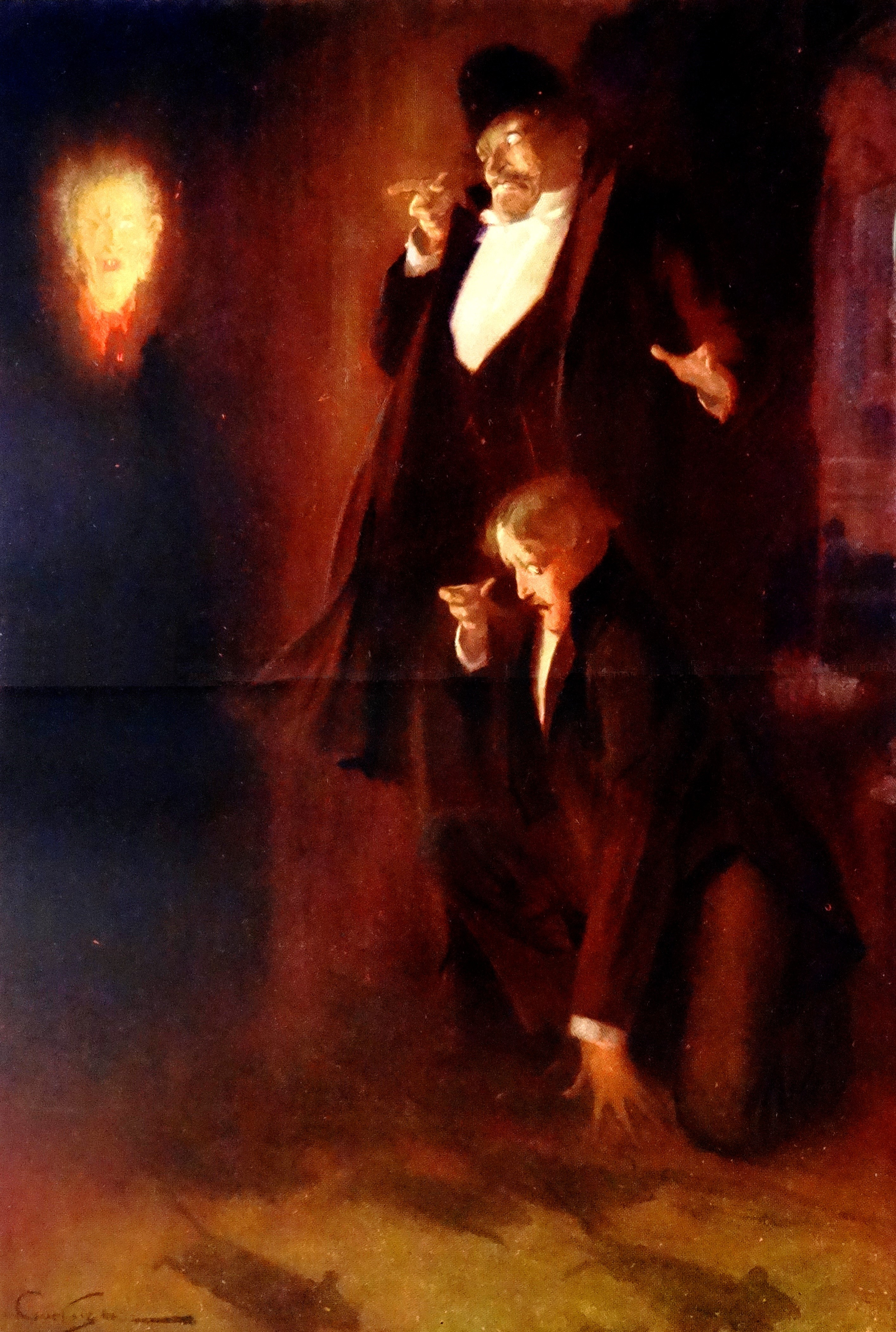
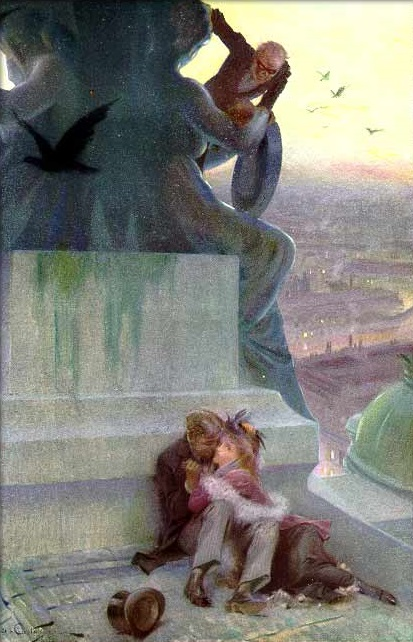
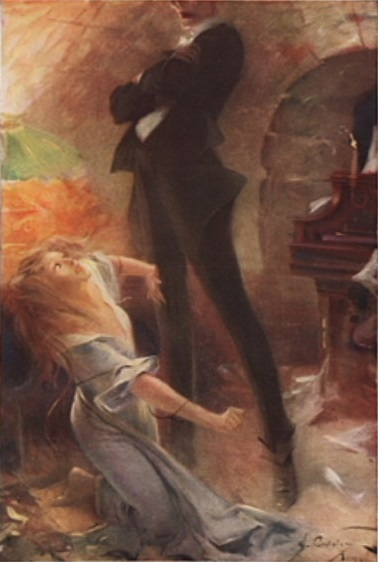

## Adaptations

### Théâtre

#### Théâtre
- Le Fantôme de l’Opéra de Henri Lazarini d'après Gaston Leroux, Théâtre 14 Jean-Marie Serreau, Paris (2010).

#### Comédies musicales
- Phantom der Oper  (1949) d'Arndt Gerber et Paul Wilhelm
- Phantom of the Opera (1976/1984) de Ken Hill sur des musiques de Gounod, Offenbach, Verdi et autres.
- The Phantom of the Opera (1986) d'Andrew Lloyd Webber et Charles Hart
- The Phantom of the Opera or The Passage of Christine  (1986) de David Bishop et Kathleen Masterson
- The American Phantom of the Opera: A Love Story (1987) de Helen Grigal et Walter Anderson
- The Pinchpenny Phantom of the Opera: An Affordable Musical Comedy (1988) de Dave Reiser et Jack Sharkey
- The Phantom of the Opera: The Play (1989) de John Kenley, Robert Thomas Noll et David Gooding avec des musiques de Gounod
- Phantom of the Opera (1990) de Bruce Falstein, Lawrence Rosen et Paul Shierhorn
- Phantom (The American Musical Sensation)  (1991) d'Arthur Kopit et Maury Yeston
- Phantom of the Op'ry: A Melodrama with Music (1991) de Tom Kelly, Gerald V. Castle et Michael C. Vigilant
- Phantom (1991) de David H. Bell etTom Sivak.
- Phantom of the Soap Opera (1992) de Craig Sodaro et Randy Villars
- The Phantom of the Opera (1992) de Joseph Robinette et Robert Chauls.
- Phantom of the Opera (1992) de Michael Tilford et Tom Alonso
- The Phantom of the Country Opera (1995) de Sean Grennan, Kathy Santen, Cheri Coons et Michael Duff
- The Phantom of the Opera (1996) de Rob Barron et David Spencer
- Phantom of the Opera: A New Musical  (2010) de Michael Sgouros et Brenda Bell
- Das Phantom der Oper (2010) de Thomas Zaufke, Felix Müller et Victor Hunt
- Le Fantôme de l'Opéra (2016), Théâtre Mogador, Paris : annulé pour cause d'incendie
- Andrew Lowd Webber's Phantom of the Opera (2021-2022) de Cameron Mackintosh

#### Ballet
- Le Fantôme de l'Opéra (1980), musique de Marcel Landowski, chorégraphie de Roland Petit

### Cinéma
- Das Phantom der Oper, 1916, film autrichien de Ernst Matray ;
- Le Fantôme de l'Opéra (The Phantom of the Opera, 1925), film américain de Rupert Julian ;
- Le Chant de minuit (夜半歌声, Yè bàn gē shēng, 1937), film chinois de Ma-Xu Weibang ;
- Le Fantôme de l'Opéra (Phantom of the Opera, 1943), film américain de Arthur Lubin ;
- Le Fantôme de l'Opéra (The Phantom of the Opera, 1962), film britannique de Terence Fisher ;
- Phantom of the Paradise (titre québécois : Le Fantôme du Paradis, 1974), film musical américain de Brian De Palma, musique de Paul Williams ;
- Le Fantôme de l'Opéra (The Phantom of the Opera, 1989), film américain de Dwight H. Little ;
- Ye ban ge sheng (zh) (夜半歌声, 1995), film hong-kongais de Ronny Yu ;
- Le Fantôme de l'Opéra (Il fantasma dell'opera, 1998), film italo-hongrois de  Dario Argento ;
- Le Fantôme de l'Opéra (The Phantom of the Opera, 2004), film musical américano-britannique de Joel Schumacher d'après la comédie musicale d'Andrew Lloyd Webber.

### Télévision
- Le Fantôme de l'Opéra (The Phantom of the Opera, 1983), téléfilm américain réalisé par Robert Markowitz ;
- Le Fantôme de l'Opéra (The Phantom of the Opera, 1990), téléfilm américain réalisé par Tony Richardson.
- Undead Murder Farce (anime, 2023), Erik y est inclus comme l'un des personnages récurrents[9].

### Musique
- The Phantom of the Opera (1978) de Walter Murphy
- Phantom of The Opera (1980) d'Iron Maiden
- Le Fantôme de l'Opéra  (1988) de Jean-Patrick Capdevielle
- The Phantom of the Opera (1990) de Gabriel Thibaudeau
- Phantom of the Rapra (1995) de Bushwick Bill
- Il Fantasma dell'Opera (1996) d'Ataraxia
- Phantom of the Opera (1998) de Me First and the Gimmie Gimmies
- The Phantom of the Opera (1999) de Dreams of Sanity et Lacrimosa
- The Phantom Opera Ghost (2001) d'Iced Earth
- Phantom of the Opera (2002) de Nightwish
- Yami yori kurai doukoku no a cappella to bara yori akai jounetsu no aria (2005) de D
- Phantom of The Opera (2007) du groupe de power metal américain HolyHell
- Phantom et Phantom Pt. II (2007) du groupe Justice
- Phantom (2008) de T-Pain
- Phantom (2009) de Black Skud
- Phantom of the Opera (2009) du groupe japonais Liv Moon
- The Phantom of the Opera (2011) de Pierre Thilloy
- Phantom of the Opera (2012) de Lindsey Stirling
- Opera (2012) du groupe coréen Super Junior
- Phantom of the Opera Medley (2013) de Taylor Davis et Lara de Wit
- Phantom of the Opera Medley (2014) de Peter & Evynne Hollens
- The Phantom of the Opera (2017) Prague Cello Quartet
- Puppet Show, du groupe Avatar, la guitare jouant l'air principal, 2014

### Bande dessinée
- Opera no Kaijin (Le Fantôme de l'Opéra), manga du dessinateur JET, publié en 1989, toujours inédit dans les pays francophones.
- Le Masque, un manga librement basé sur le Fantôme de l'Opéra, publié en 1994, toujours inédit dans les pays francophones.
- Operaza no Kaijin (Le Fantôme de l'Opéra), manga de la dessinatrice Harumo Sanazaki, publié en 2005 au Japon, publié en France par Isan manga, coll. Littérature, 2018.
- Le Fantôme de l'Opéra (en deux tomes), adaptation et dessin de Christophe Gaultier, couleurs de Marie Galopin, éditions Gallimard, coll. Fétiche, 2011.
- Mon très cher F – Le Fantôme de l'Opéra, adaptation libre par Nanao Mio, 2021.
- "Le Fantôme de l’Opéra" D'après l'œuvre de Gaston Leroux par Paul et Gaëtan Brizzi, éditions Futuropolis, janvier 2025 (ISBN 978-2-7548-4452-9).

### Romans inspirés par Le Fantôme de l'Opéra
- The Phantom of Manhattan (1999), par Frederick Forsyth. Erik a émigré à New-York, où il va essayer de récupérer Christine, devenue une diva internationale.
- Masquarade (1995) de Terry Pratchett parodie l'œuvre de Gaston Leroux.
- Sing me Forgotten (2021) de Jessica Olson, où le fantôme de l'Opéra est une jeune femme au visage masqué pour cacher sa difformité et dont les pouvoirs surnaturels l'obligent à vivre cachée dans les catacombes de l'Opéra. Elle va devenir le mentor d'un beau et talentueux jeune ténor[10].